# Percy Stuart
Percy Stuart war eine wöchentlich im Vorabendprogramm des ZDF laufende Abenteuer-Fernsehserie. Drehbuchautor Karl Heinz Zeitler verfasste insgesamt 52 Folgen, die im Zeitraum vom 12. März 1969 bis zum 19. Januar 1972 erstmals ausgestrahlt wurden. Produziert wurden sie von Horst Lockau und der Hamburgischen Film- und Fernsehproduktion.
Ursprünglich war Percy Stuart die Hauptperson der Heftromanserie Lord Percy vom Excentric Club, die von 1913 bis 1927 erschienen war.

## Handlungsvorlage
Im Verlag Mignon in Dresden kam Ende 1913 unter dem Titel Lord Percy vom Excentric Club. Der Held und kühne Abenteurer in 197 geheimnisvollen Aufgaben eine neue Groschenroman-Reihe heraus. Der Verleger hatte die Abenteuerserie vorschnell auf 197 Episoden beschränkt, ohne den Erfolg zu ahnen, den diese Serie auslösen sollte.

## Adaption
Die Idee, eine Fernsehserie daraus zu machen, stammt von Karl Heinz Zeitler. Statt der 197 Aufgaben muss sein Percy Stuart, ein US-amerikanischer Multimillionär, nur 13 Aufgaben lösen (angepasst an den damaligen vierteljährlichen Serienrhythmus im deutschen Fernsehen), die zeitlich in der damaligen Gegenwart angesiedelt sind. Percys verstorbener Vater hatte bestimmt, dass er um Aufnahme in den exklusiven „Club der 13“ oder auch „Excentric-Club“ in London ersuchen soll.
Der Club besteht aus ehemaligen Präsidenten, Generälen, Ministern und Richtern, die aber eigentlich keine weitere Aufnahme in ihren Kreis zulassen wollen. So wird als Lösung eine „Aufnahmeprüfung“ vorgeschlagen. Jedes Mitglied stellt Percy Stuart eine besondere Aufgabe. Bei ihrer Lösung ergeben sich gefährliche, turbulente, aber auch heitere Abenteuer, die in verschiedenen Orten und Ländern spielen. Da die Serie immer beliebter wurde, besteht Percy die 13. Aufgabe nicht und bekommt nun nochmal von den Clubmitgliedern 13 neue Aufgaben gestellt. Letztendlich wurden vier Staffeln mit 52 Folgen (Dauer jeder Episode: 25 Minuten, jeweils mittwochs um 19:10 Uhr), die ersten zwei Staffeln noch in Schwarzweiß, gedreht. Die Serie war sehr erfolgreich. Die Namen von drei Clubmitgliedern (Snyder, Pommeroy und Winterbottom) sind Anspielungen auf Dinner for One.

## Darsteller und Regie
Die Rolle des Percy Stuart übernahm Claus Wilcke, dem Horst Keitel als eigenwilliger Rechtsanwalt Reginald Prewster beigegeben wurde, der darüber zu wachen hat, dass die Aufgaben tatsächlich im Sinne der Clubmitglieder gelöst werden. Während der smarte und sportliche Percy Stuart in der Manier eines „deutschen James Bond“ betont draufgängerisch in Erscheinung trat, agierte Prewster als steifer, pikierter Gentleman alter englischer Schule, was für viele humorige Szenen sorgte. Wilcke und Keitel waren beim Publikum sehr beliebt. 
Gastauftritte gaben u. a. Ferdinand Dux, Helga Feddersen, Jan Hendriks, Bernd Herzsprung, Benno Hoffmann, Gerda-Maria Jürgens, Karl-Heinz Kreienbaum, Katharina Mayberg, Barbie Millowitsch-Steinhaus, Werner Riepel, Wolfram Schaerf, Heidi Schaffrath, Friedrich Schütter, Jochen Sehrndt, Frank Straass, Günther Ungeheuer, Alexander Welbat und Gerhard Wollner.
Die Serie hatte zwei Regisseure: Ernst Hofbauer (Folgen 1–26), bekannt durch seine Schulmädchen-Report-Kinofilme, und Hans-Georg Thiemt (Folgen 27–52), der zuvor bereits Krimiserien (z. B. Kommissar Brahm oder John Klings Abenteuer) gedreht hatte. Die Dreharbeiten fanden zwischen 1967 und 1971 statt.
Der Titelsong Percy Stuart, das ist unser Mann … ein Mann, ein Mann, ein Mann, der alles kann wurde von Siegfried Franz komponiert und von Claus Wilcke gesungen. Nach dem Ende der Serie war Wilcke nicht oft im Fernsehen präsent, während Horst Keitel mit der Serie Im Auftrag von Madame 1972 weitermachte. Die beiden Darsteller blieben bis zum Tod Keitels befreundet.

## Erfolge
Bis zuletzt gab es hohe Zuschauerquoten. Für die drei letzten Folgen ermittelte das ZDF eine Quote von 54 %. 1970 wurde eine spanische Fassung erstellt, die auch in Südamerika ausgestrahlt wurde.

## Folgen
| - 1. Der Club der 13 – EA 12. März 1969 - 2. Das Geheimnis der Blauen Lagune – EA 19. März 1969 - 3. Poker – EA 26. März 1969 - 4. Exportgeschäfte – EA 2. April 1969 - 5. Das Golfspiel – EA 9. April 1969 - 6. Neue Kollektion – EA 16. April 1969 - 7. Lordrichter Parkinson's Auftrag – EA 23. April 1969 - 8. Liebesgabe für Sombrero – EA 30. April 1969 - 9. Gazpacho Don Antonio – EA 7. Mai 1969 - 10. Gespenster – EA 14. Mai 1969 - 11. Beruf Witwe – EA 21. Mai 1969 - 12. Das grüne Auge – EA 28. Mai 1969 - 13. Vendetta – EA 4. Juni 1969 - 14. Rallye Veracruz – EA 10. September 1969 - 15. Das Armband – EA 17. September 1969 - 16. Diplomatengepäck – EA 24. September 1969 - 17. Das Ausstellungsstück – 1. Oktober 1969 - 18. Schwarzfahrer – EA 8. Oktober 1969 - 19. Dr. Kellers Bilanz – EA 15. Oktober 1969 - 20. Alles auf Sieg – EA 22. Oktober 1969 - 21. Mann gegen Mann – EA 29. Oktober 1969 - 22. Ein Gefallen – EA 5. November 1969 - 23. Suchen Sie meinen Mörder – EA 12. November 1969 - 24. Manschettenknöpfe – EA 26. November 1969 - 25. Der reichste Mann der Welt – EA 3. Dezember 1969 - 26. Finden Sie Miriam Gray – EA 10. Dezember 1969 | - 27. Fünf Pfeifen – EA 30. September 1970 - 28. Drei schwarze Tulpen – EA 7. Oktober 1970 - 29. Stichwort Mauritius – EA 14. Oktober 1970 - 30. Ausfuhr verboten – EA 21. Oktober 1970 - 31. Der Wagenlenker – EA 28. Oktober 1970 - 32. Geheimnisträger – EA 4. November 1970 - 33. Der Koffer – EA 11. November 1970 - 34. Ein Sonderfall – EA 25. November 1970 - 35. Blüten-Anny – EA 2. Dezember 1970 - 36. Das Tal der Ruhe – EA 9. Dezember 1970 - 37. Babysitter – EA 16. Dezember 1970 - 38. Die Hazienda – EA 23. Dezember 1970 - 39. Der Scheich – EA 30. Dezember 1970 - 40. Der Schmetterlingsfänger – EA 20. Oktober 1971 - 41. Hellseherei – EA 27. Oktober 1971 - 42. Handgeschmiedete Golfschläger – EA 3. November 1971 - 43. Ein Teppich aus Kopenhagen – EA 10. November 1971 - 44. Der Neffe in Kanada – EA 24. November 1971 - 45. Ein Horoskop von der NASA – EA 1. Dezember 1971 - 46. Piratengold – EA 8. Dezember 1971 - 47. Feinschmecker – EA 15. Dezember 1971 - 48. Die Weltregierung – EA 22. Dezember 1971 - 49. Die Bärenfellmütze – EA 29. Dezember 1971 - 50. Unter Zigeunern – EA 5. Januar 1972 - 51. Ein Essen im Grand-Hotel – EA 12. Januar 1972 - 52. Die Reise nach Sylt – EA 19. Januar 1972 |  |

## DVD-Veröffentlichung
Mit der Strassenfeger Edition veröffentlicht „ARD Video“ Krimis der 1960er und 1970er Jahre auf DVD in restaurierter Fassung.
- Straßenfeger 03 – Percy Stuart – Staffel 1+2 [4 DVDs], 24. Oktober 2008.
- Straßenfeger 04 – Percy Stuart – Staffel 3+4 [4 DVDs], 24. Oktober 2008.

## Filmografie
- 1917: Die Hochzeit im Excentric Club, mit Käthe Haack, Bruno Kastner, Harry Liedtke. Regie: Joe May, Drehbuch: Fritz Lang (eine frühe Verfilmung des Percy-Stuart-Stoffes als Stummfilm)

## Ausgaben
- Percy Stuart. Der neue Excentric Club [Exzentrik-Klub]. 15 Lieferungshefte. Reprographischer Nachdruck der Ausgabe Dresden 1920. Olms, Hildesheim u. a. 1972 (= Quellen zur Trivialliteratur)
- Karl Heinz Zeitler: Percy Stuart. Eine Reise mit Hindernissen. Ein Fernsehbuch. Breitschopf, Wien u. a. 1970.
- Karl Heinz Zeitler: Percy Stuart. Entführung nach Puerto Rico. Ein Fernsehbuch. Breitschopf, Wien u. a. 1970.

## Sonstiges
In der Radiosendung Frühstyxradio gab es eine Parodie unter dem Namen Percy Hotte. Die Hauptfigur sprach Oliver Kalkofe, der in der Sendung eine Figur als Geschichtenerzähler Onkel Hotte hatte.